# 陳廷豪
陳廷豪（1989年1月12日—），生於臺灣新竹，台灣客家人，現任民主進步黨連江縣黨部執行長，社會運動及學生運動人士。早年就讀國立臺北教育大學教育經營與管理學系，畢業於世新大學社會發展所，也是太陽花學運與台灣農村陣線的參與者。

## 政治社會參與
2014年3月18日，陳廷豪所屬之黑色島國青年陣線與其他反服貿團體翻越立法院圍牆，佔領立法院議場。23日晚間7點半左右，突然有部分人士轉往攻占行政院，整個抗爭行動似乎已經出現走調。其中黑色島國青年陣線成員陳廷豪廣播大喊：「佔領行政院」，隨即有200多人轉身衝向行政院。當時僅花了10分鐘就順利打開行政院側門，現場傳出歡呼聲，自稱是總指揮的陳廷豪表示「主辦單位是黑色島國青年陣線，一切刑責由他承擔。」黑島青占領行政院之後，不少在立法院的群眾也紛紛轉往行政院集結，總指揮陳廷豪帶領群眾喊出「佔領行政院、台灣不能亡」。抗議群眾便開始在行政院門口，分工派壞拒馬等行為，陳廷豪在現場告訴大家「如果要抓會抓他，大家不用擔心，如果要抓就抓我。」。
2022年6月27日，民主進步黨連江縣黨部臉書發佈消息，陳廷豪接任連江縣黨部首任執行長一職。貼文中說明，陳廷豪過去在西莒當兵，著有《莒光作文簿：我在馬祖當兵的故事》一書，2019年起在馬祖從事文史調查相關工作，2021年起至民進黨連江縣黨部任職，曾任文宣政策組長。

## 著作
- 《莒光作文簿：我在馬祖當兵的故事》（台北：允晨文化，2018）